# Tiro ai Giochi della XVI Olimpiade
Le competizioni di tiro ai Giochi della XVI Olimpiade si sono svolte nei giorni dal 29 novembre al 5 dicembre 1956 al Merrett Rifle Range a Williamstown per le gare di tiro a segno e al RAAF Williams Laverton Base a Melbourne per la gara di tiro a volo.
Come l'ultima edizione di Helsinki 1952 si sono disputate sette competizioni.

## Programma
| Tiro ai Giochi della XVI Olimpiade | Tiro ai Giochi della XVI Olimpiade | Tiro ai Giochi della XVI Olimpiade | Tiro ai Giochi della XVI Olimpiade | Tiro ai Giochi della XVI Olimpiade | Tiro ai Giochi della XVI Olimpiade | Tiro ai Giochi della XVI Olimpiade | Tiro ai Giochi della XVI Olimpiade | Tiro ai Giochi della XVI Olimpiade | Tiro ai Giochi della XVI Olimpiade | Tiro ai Giochi della XVI Olimpiade | Tiro ai Giochi della XVI Olimpiade | Tiro ai Giochi della XVI Olimpiade | Tiro ai Giochi della XVI Olimpiade | Tiro ai Giochi della XVI Olimpiade | Tiro ai Giochi della XVI Olimpiade | Tiro ai Giochi della XVI Olimpiade | Tiro ai Giochi della XVI Olimpiade |
| Eventi / Giorni                    | Novembre/Dicembre 1956             | Novembre/Dicembre 1956             | Novembre/Dicembre 1956             | Novembre/Dicembre 1956             | Novembre/Dicembre 1956             | Novembre/Dicembre 1956             | Novembre/Dicembre 1956             | Novembre/Dicembre 1956             | Novembre/Dicembre 1956             | Novembre/Dicembre 1956             | Novembre/Dicembre 1956             | Novembre/Dicembre 1956             | Novembre/Dicembre 1956             | Novembre/Dicembre 1956             | Novembre/Dicembre 1956             | Novembre/Dicembre 1956             | Novembre/Dicembre 1956             |
| Eventi / Giorni                    | 22                                 | 23                                 | 24                                 | 25                                 | 26                                 | 27                                 | 28                                 | 29                                 | 30                                 | 1                                  | 2                                  | 3                                  | 4                                  | 5                                  | 6                                  | 7                                  |                                    |
| ---------------------------------- | ---------------------------------- | ---------------------------------- | ---------------------------------- | ---------------------------------- | ---------------------------------- | ---------------------------------- | ---------------------------------- | ---------------------------------- | ---------------------------------- | ---------------------------------- | ---------------------------------- | ---------------------------------- | ---------------------------------- | ---------------------------------- | ---------------------------------- | ---------------------------------- | ---------------------------------- |
| Pistola 25 m                       |                                    |                                    |                                    |                                    |                                    |                                    |                                    |                                    |                                    |                                    |                                    |                                    | ●                                  | Finale                             |                                    |                                    |                                    |
| Pistola 50 m                       |                                    |                                    |                                    |                                    |                                    |                                    |                                    |                                    | Finale                             |                                    |                                    |                                    |                                    |                                    |                                    |                                    |                                    |
| Carabina 50 m a terra              |                                    |                                    |                                    |                                    |                                    |                                    |                                    |                                    |                                    |                                    |                                    |                                    |                                    | Finale                             |                                    |                                    |                                    |
| Carabina 50 m tre posizioni        |                                    |                                    |                                    |                                    |                                    |                                    |                                    |                                    |                                    |                                    |                                    |                                    | Finale                             |                                    |                                    |                                    |                                    |
| Carabina 300 m tre posizioni       |                                    |                                    |                                    |                                    |                                    |                                    |                                    |                                    |                                    | Finale                             |                                    |                                    |                                    |                                    |                                    |                                    |                                    |
| Bersaglio mobile                   |                                    |                                    |                                    |                                    |                                    |                                    |                                    |                                    |                                    |                                    |                                    | ●                                  | Finale                             |                                    |                                    |                                    |                                    |
| Fossa olimpica                     |                                    |                                    |                                    |                                    |                                    |                                    |                                    | ●                                  | ●                                  | Finale                             |                                    |                                    |                                    |                                    |                                    |                                    |                                    |

## Podi
| Evento                                      | Oro               | Perform. | Argento           | Perform. | Bronzo                | Perform. |
| Tiro a segno                                |                   |          |                   |          |                       |          |
| Pistola 25 metri (dettagli)                 | Ștefan Petrescu   | 587      | Yevgeny Cherkasov | 585      | Gheorghe Lichiardopol | 581      |
| Pistola 50 metri (dettagli)                 | Pentti Linnosvuo  | 556      | Machmud Umarov    | 556      | Offutt Pinion         | 551      |
| Carabina 50 metri a terra (dettagli)        | Gerald Ouellette  | 600      | Vasilij Borisov   | 599      | Gil Boa               | 598      |
| Carabina 50 metri tre posizioni (dettagli)  | Anatolij Bogdanov | 1172     | Otakar Hořínek    | 1172     | John Sundberg         | 1167     |
| Carabina 300 metri tre posizioni (dettagli) | Vasilij Borisov   | 1138     | Allan Ėrdman      | 1137     | Vilho Ylönen          | 1128     |
| Bersaglio mobile (dettagli)                 | Vitalij Romanenko | 441      | Olof Sköldberg    | 432      | Vladimir Sevryugin    | 429      |
| Tiro a volo                                 |                   |          |                   |          |                       |          |
| Fossa olimpica (dettagli)                   | Galliano Rossini  | 195      | Adam Smelczyński  | 190      | Alessandro Ciceri     | 188      |

## Medagliere
| Posizione | Paese            |   |   |   | Totale |
| --------- | ---------------- | - | - | - | ------ |
| 1         | Unione Sovietica | 3 | 4 | 1 | 8      |
| 2         | Canada           | 1 | 0 | 1 | 2      |
| 3         | Finlandia        | 1 | 0 | 1 | 2      |
| 3         | Italia           | 1 | 0 | 1 | 2      |
| 3         | Romania          | 1 | 0 | 1 | 2      |
| 6         | Svezia           | 0 | 1 | 1 | 2      |
| 7         | Polonia          | 0 | 1 | 0 | 1      |
| 7         | Cecoslovacchia   | 0 | 1 | 0 | 1      |
| 9         | Stati Uniti      | 0 | 0 | 1 | 1      |
| Totale    | Totale           | 7 | 7 | 7 | 21     |